# Carolyn Porco
Carolyn C. Porco (Nova York, 6 de març de 1953) és un científica planetària estatunidenca coneguda per la seva feina en l'exploració del sistema solar exterior, començant per les imatges de les missions Voyager a Júpiter, Saturn, Urà i Neptú en la dècada de 1980. Va dirigir l'equip científic encarregat de les imatges en la missió Cassini en òrbita al voltant de Saturn i el 15 de setembre de 2017, quan la seva òrbita va ser modificada per caure i cremar dins l'atmosfera superior de Saturn. És una experta en anells planetaris i en la lluna de Saturn Encèlad.
Ha coescrit més de 110 articles científics en temes tant diversos com l'espectroscòpia d'Urà i Neptú, el medi interestel·lar, la fotometria d'anells planetaris, les interaccions entre anell i satèl·lit, les simulacions d'ordinador d'anells planetaris, l'equilibri tèrmic dels pols de Tritó, el flux de calor de l'interior de Júpiter i un grapat de resultats sobre l'atmosfera, satèl·lits i anells de Saturn de la missió Cassini. El 2013, dades de la sonda Cassini van confirmar una predicció feta per Porco i Mark Marley el 1993,en què deien que oscil·lacions acústiques dins del cos de Saturn són responsables de crear característiques particulars en els anells de Saturn.
Porco va ser la ideòloga de la fotografia i el projecte The Day the Earth Smiled. També va ser la responsable de l'epitafi i proposta d'honorar el geòleg planetari Eugene Shoemaker enviant les seves cendres a la Lluna a bord de l'aeronau Lunar Prospector el 1998.
També se la coneix per la seva feina en la divulgació científica, per exemple, dictant conferències (dues a les ben conegudes TED), així com el discurs d'obertura del Pangea Dia, una emissió global coordinada entre sis ciutats del món que va tenir lloc el maig del 2008 i que va descriure el context còsmic per a l'existència humana. Porco també ha guanyat una sèrie de premis i honors per les seves contribucions a la ciència i l'esfera pública; per exemple, el 2009, el New Statesman la va anomenar una de 'Les 50 persones que importen avui.' El 2010 se li va concedir la Medalla Carl Sagan, atorgada per la Societat Astronòmica Americana per l'excel·lència en la Comunicació de la Ciència al Públic. I el 2012 va ser anomenada una de les 25 persones més influents en l'espai per la revista Time.

## Educació
Porco va néixer a la Ciutat de Nova York. Es va graduar el 1970 a l'Institut Cardinal Spellman del Bronx, Nova York. Es va graduar a la Universitat Estatal de Nova York a Stony Brook el 1974. Va rebre el doctorat el 1983 de l'Institut de Califòrnia de Tecnologia en la Divisió de Ciències Geològiques i Planetàries. La seva tesi doctoral sobre els descobriments dels anells de Saturn per la sonda Voyager va ser supervisada per l'astrofísic Peter Goldreich.

## Carrera

### Voyager
| «            | Mireu aquest petit punt. És aquí. És casa nostra. Som nosaltres. | » |
| — Carl Sagan |                                                                  |   |

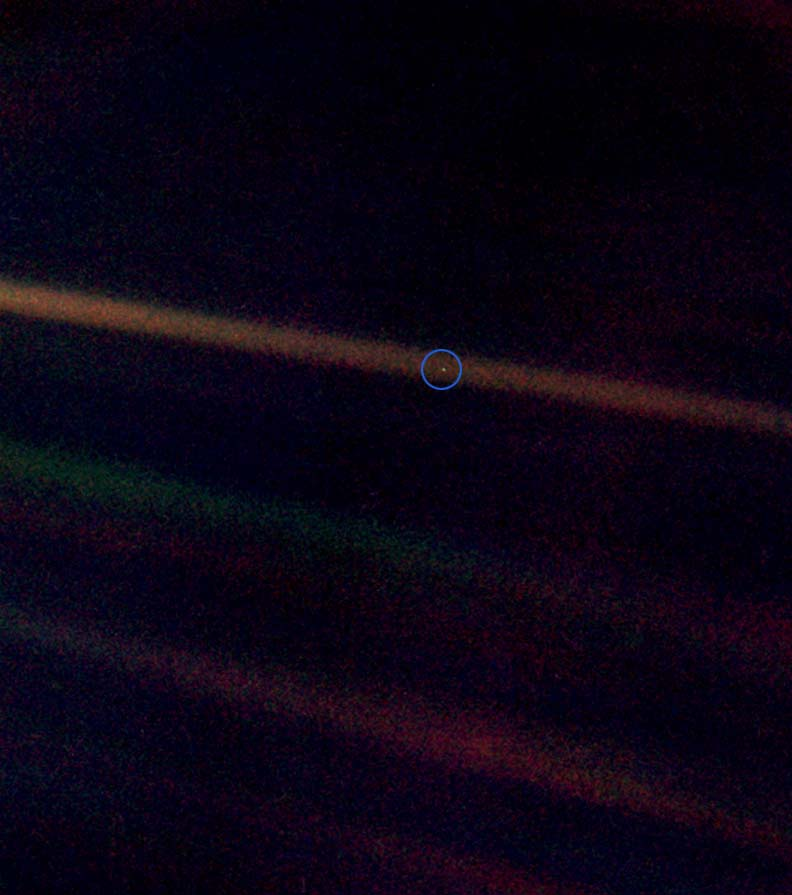
La Terra, un petit punt blau pàl·lid.

A la tardor de 1983, Porco es va unir a la facultat del Departament de Ciències Planetàries de la Universitat d'Arizona; el mateix any es va convertir en membre de l'Equip d'imatges del Voyager. També va ser una participant activa en les trobades de Voyager 2 amb Urà el 1986 i Neptú el 1989, dirigint els Grups de Treball sobre els Anells dins de l'equip d'imatges del Voyager durant la trobada amb Neptú.
Com a jove científica del Voyager, va ser la primera persona a descriure el comportament dels anells excèntrics i els "spokes" que va descobrir el Voyager dins dels anells de Saturn; en dilucidar el mecanisme pel qual els anells d'Urà eren guiats per les llunes descobertes per Voyager Cordelia i Ophelia; i per proporcionar una explicació pel guiament dels anells arcs de Neptú per la lluna Galatea, també descoberta per Voyager. Va ser la coautora de la idea d'agafar un 'retrat dels planetes' amb el Voyager 1, i va participar en la planificació, disseny, i execució d'aquelles imatges el 1990, incloent la famosa imatge de la Terra Un punt blau pàl·lid.

### Cassini–Huygens

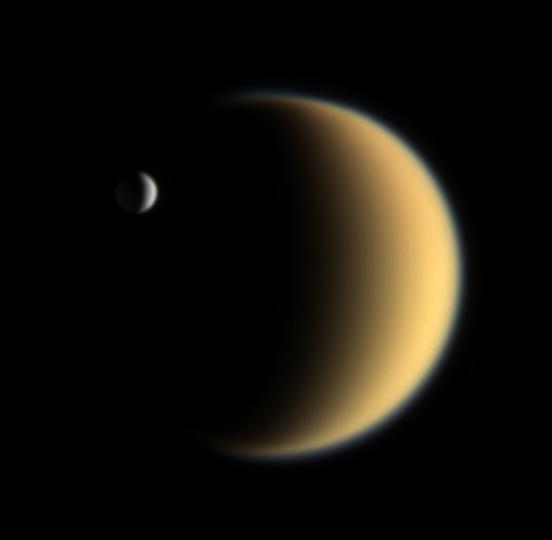
Imatge d'Encèl·lad i Tità (al fons) presa per la Cassini

El novembre de 1990, Porco va ser seleccionada com a cap de l'Equip d'imatges de la missió Cassini-Huygens, una missió internacional que va col·locar amb èxit una aeronau dins l'òrbita de Saturn i va desplegar la sonda atmosfèrica Huygens al satèl·lit més gros de Saturn, Tità. Va ser també la Directora del Cassini Imaging Central Laboratory of Operations (CICLOPS), el qual era el centre d'operacions i telecomunicacions amb els experiments d'imatges de la Cassini i el lloc on les imatges eren processades abans de mostrar-les al públic. CICLOPS és part de l'Institut de Ciència Espacial a Boulder, Colorado.
En el curs de la missió actual, Porco i el seu equip han descobert set llunes de Saturn: Methone i Pallene, Polydeuces, Daphnis, Anthe, Aegaeon, i una petita lluna a l'exterior de l'anell B.
També van descobrir diversos anells nous, com ara anells coincidents amb les òrbites d'Atles, Janus i Epimetheus (el Saturnians 'co-orbitals') i Pallene; un anell difús entre Atles i l'anell F; i anells nous dins molts dels buits dins els anells de Saturn.
El 2013, dades de Cassini van confirmar una predicció feta el 1993 per Porco i Mark Marley en que les oscil·lacions acústiques dins del cos de Saturn són responsables de crear característiques particulars en els anells de Saturn. Aquesta confirmació, la primera en demostrar que els anells planetaris poden actuar com un sismògraf enregistrant moviments oscil·latoris dins del planeta amfitrió, hauria de proporcionar restriccions noves en l'estructura d'interior de Saturn. Tals oscil·lacions són sabudes que existeixen en el sol així com en altres estrelles.
L'equip de Porco va ser responsable de la primera observació d'un llac d'hidrocarbur, en la regió polar del sud de Tità el juny 2005. (Un grup de llacs similars es va observar la regió del pol nord el febrer del 2007). La possibilitat que aquest llac estigui completament o parcial omplert amb hidrocarburs líquids s'ha enfortit significativament per observacions subsegüents amb els instruments de Cassini.
El seu equip també va ser responsable de la primera observació de plomalls erupcionant de Encèlad, la sisena lluna més gran de Saturn. Es va suggerir, i proporcionar arguments científics detallats, que aquests jets podrien ser guèisers freds erupcionant de reserves properes a la superfície d'aigua líquida sota el pol del sud de la lluna petita.

### New Horizons
Porco va formar part de l'equip d'imatges de la missió New Horizons a Pluto i el Cinturó de Kuiper al llarg de 2014. La sonda va fer el seu Pluto flyby el 2015.

### The Day the Earth Smiled
Mentre dirigia l'Equip d'imatges del Cassini, Porco va planejar la captura d'una fotografia de Saturn amb la Terra de lluny el 19 de juliol de 2013, una imatge semblant a la famosa foto Un punt blau pàl·lid. El fet de prendre la imatge era part d'un concepte més gran que es va titular The Day the Earth Smiled, en què persones de tot el món van ser convidades per celebrar el lloc de la humanitat en el cosmos i la vida damunt la Terra per somriure en el moment en què es va fer la fotografia.

## Divulgació científica

### Conferències
Porco parla sovint sobre la missió Cassini i l'exploració planetària en general. Ha aparegut en conferències de renom com la PopTech 2005 i TED (2007, 2009). Va assistir i va ser conferenciant del simposi Beyond Belief el 2006.
La conferència de Porco del TED 2007 anomenada "The Human Journey", detallava dos aspectes importants del descobriment fet per la missió Cassini: l'exploració de les llunes Tità i Encèlad de Saturn. En la introducció, Porco va explicar:
| « | El viatge cap a Saturn és en realitat part d'un viatge de la humanitat molt més gran -i també n'és una metàfora. | » |

A l'hora de descriure el medi de Tità, amb la seva atmosfera de nitrogen molecular impregnada amb components orgànics, Porco va convidar el públic a imaginar-se l'escena de la superfície del satèl·lit:
| « | Pareu i penseu per un moment. Intenteu imaginar-vos com deu ser la superfície de Tità. És fosc: el migdia de Tità és tan fosc com un profund crepuscle a la Terra. És fred, és estrany i inquietant, és boirós, potser està plovent, i esteu a la vora del Llac Michigan ple de dissolvent. Aquesta és la visió que teniem de la superfície de Tità abans que arribèssim amb la Cassini. I us puc explicar que el que hem trobat a Tità, tot i que no amb el mateix detall, és tant fascinant com aquesta història, i per nosaltres, per la gent de la Cassini, ha estat com una aventura de Jules Verne feta realitat. | » |

Després d'explicar diverses característiques descobertes a Tità per la Cassini, i ensenyant la primera fotografia històrica de la superfície de Tità feta per l'aterradora Huygens, Porco va començar a descriure els jets de "fines partícules de gel" que erupcionen del pol sud del satèl·lit:
| « | ...hem arribat a la conclusió que aquests jets poden estar erupcionant de bosses d'aigua líquida molt properes a la superfície d'Encèlad. Per tant, tenim, possiblement, aigua líquida, matèria orgànica i excés de calor. En altres paraules, hem topat amb el Sant Grial de l'exploració planetària moderna, o en altres paraules en un ambient adequat per la vida. I crec que no us he de dir que el descobriment de vida a qualsevol lloc del nostre sistema solar, sia a Encèlad o a qualsevol lloc, tindria unes implicacions culturals i científiques enormes. Perquè si poguessim demostrar que la genesis ha tingut lloc – no una, si no dues vegades, independentment, en el nostre sistema solar – això voldria dir per inferència que ha tingut lloc un sorprenent número de vegades a través de l'univers en els seus 13,7 mil milions d'anys d'història. | » |

La conferència de Porco a la TED 2009 es va anomenar "Podria una lluna de Saturn albergar vida?".
També va dictar una conferència el 2016 a Reason Rally.

### Televisió i cinema
Porco ha estat convidada de manera regular com a analista i assessora en astronomia a la CNN, també ha aparegut diverses vegades a la ràdio i televisió per divulgar ciència, incloent programes com el Newshour, CBS's 60 Minutes, Peter Jennings's The Century, sèries de televisió documentals sobre exploració planetària com The Planets del Discovery Channel i a la BBC, A Traveler's Guide to the Planets de la National Geographic Channel, Horizon de la BBC, i la Nova Cassini special de la Public Broadcasting Service. Per l'especial del 2003 A&E sobre la missió Voyager anomenada Cosmic Journey: The Voyager Interstellar Mission and Message, Porco va aparèixer en pantalla i també va ser l'assessora científica i directora d'animació del programa.
Va ser assessora de la pel·lícula Contact (1997), basada en una novel·la del conegut astrònom Carl Sagan. L'actriu Jodie Foster va interpretar l'heroïna de la pel·lícula, i Sagan li va suggerir que fes servir Porco com a model real per la seva actuació.
Porco també va ser assessora al film Star Trek (2009). L'escena en què l'Enterprise surt de la propulsió de curvatura a l'atmosfera de Tità, i s'eleva com un submarí a través de la boira, amb Saturn i els anells al fons, va ser idea de Porco.
Porco també va ser convidada a la sèrie de la BBC Stargazing Live el gener del 2014.

### Entrevistes i articles
Porco ha estat entrevistada moltes vegades en la premsa escrita sobre temes que van des de l'exploració planetària fins al conflicte entre ciència i religió (per exemple, a Newsweek i a la revista The Humanist).
En diverses ocasions han aparegut articles sobre ella a la premsa escrita, començant pel Boston Globe (1989), The New York Times (1999, 2009), el Tucson Citizen (2001), Newsday (2004), per la Royal Astronomical Society of Canada (2006), a l' Astronomy Now (2006), en el Discover Magazine (2007), i també online a CNN.com (2005) i Edge.org.
Abans del llançament de Cassini, era una ferma defensora de l'ús de material radioactiu per la nau Cassini. Porco dona suport al pla per portar la humanitat a la Lluna i Mart, i en una pàgina d'opinió publicada al The New York Times, va subratllar els beneficis d'un vehicle de llançament pesant per l'exploració robòtica del sistema solar. Porco ha defensat la prioritat d'exploració d'Encèlad abans que Europa.

## Premis
El 1999, The Sunday Times va escollir Porco com una de les 18 científiques líders del segle xxi, i Industry Week la va escollir com una de les 50 estrelles a seguir. El 2008 va estar inclosa en la llista de la revista Wired: 'Smart List: 15 People the Next President Should Listen To.'
Les seves contribucions a l'exploració del sistema solar exterior van ser reconegudes anomenant l'asteroide (7231) Porco en nom seu.
El 2008, Porco va rebre el premi Isaac Asimov Science Award atorgat per l'American Humanist Association.
El setembre de 2009, Porco va rebre el The Huntington Library's Science Writer Fellowship for 2010. El mateix mes, New Statesman la va anomenar una de les 50 persones que importen avui (The 50 People Who Matter Today.)
A l'octubre de 2009, ella i Babak Amin Tafreshi van ser premiats amb el Lennart Nilsson Award 2009 en reconeixement del seu treball fotogràfic.
A l'octubre de 2010, Porco va rebre la Medalla Carl Sagan 2010 per l'Excel·lència en la Comunicació de la Ciència, presentada per la Divisió per les Ciències Planetàries de la Societat Astronòmica Americana.
Al maig del 2009, Porco va rebre un Honorary Doctorate de Ciència de la State University of New York at Stony Brook, on ella va estudiar. I el 2011 va guanyar el Distinguished Alumni Award de la California Institute of Technology, l'honor més important atorgat periòdicament per la Caltech.
El 2012, la revista Time va nomenar Porco una de les 25 persones més influents en l'espai.

## Interessos musicals

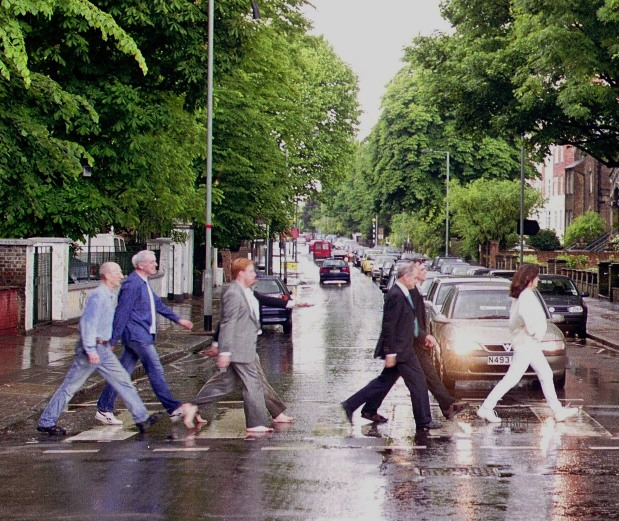
Porco a la dreta recreant la famosa fotografia dels Beatles a Abbey Road amb els membres de l'Equip d'Imatges de Cassini.

Porco és una fan de la música dels anys seixanta, i en concret de The Beatles i, a vegades, ha incorporat referències d'aquests i la seva música en les seves presentacions, escrits i notes de premsa. La primera imatge de color de la Cassini que es va mostrar al públic va ser una imatge de Júpiter, que la sonda va fer en aproximar-se al planeta gegant, el 9 d'octubre del 2000, en honor del 60è aniversari de John Lennon. El 2006, va produir i dirigir un curtmetratge de 8 minuts amb les 64 imatges més espectaculars de la Cassini, amb música dels Beatles, en honor del 64è aniversari de Paul McCartney. I el 2007 va produir un poster amb 64 escenes de Saturn.
Porco també està interessada en la dansa i és fan de Michael Jackson. L'agost de 2010 va guanyar un concurs de disfresses de Michael Jackson a Boulder, Colorado.
Es van fer servir cites de Porco en la producció de "The Poetry of Reality (An Anthem for Science)", "A Wave of Reason", "Children of Africa (The Story of Us)", and "Onward to the Edge!" by Symphony of Science.